# Селезнево (Сокольский район)
Селезнево — деревня в Сокольском районе Вологодской области.
Входит в состав Биряковского сельского поселения, с точки зрения административно-территориального деления — в Биряковский сельсовет. Расположена к югу от автодороги А123.
Расстояние по автодороге до районного центра Сокола — 94 км, до центра муниципального образования Бирякова — 6 км. Ближайшие населённые пункты — Михеево, Медведково, Семеново, Алекино.
По переписи 2002 года население — 10 человек.